# Odontopera urania
Odontopera urania är en fjärilsart som beskrevs av Eugen Wehrli 1933. Odontopera urania ingår i släktet Odontopera och familjen mätare. Inga underarter finns listade i Catalogue of Life.